# Mont Gilbert (Alaska)
El Mont Gilbert (en anglès Mount Gilbert) és un volcà situat a la part septentrional de l'illa Akun, una illa que forma part de les illes Fox, un subgrup de les illes Aleutianes, al sud-oest d'Alaska, als Estats Units. Fumaroles actives foren documentades una milla al nord-est del cim a primers de 1900. El cim s'eleva fins als 818 msnm.